# Karolin Edfalk
Karolin Edfalk (11 agosto 2001) è un'ex sciatrice alpina svedese.

## Biografia
Attiva in gare FIS e nazionali dal novembre del 2017 al gennaio del 2021, la Edfalk ha vinto la medaglia d'argento nella discesa libera ai Campionati svedesi 2020; non ha esordito in Coppa Europa né in Coppa del Mondo e non ha preso parte a rassegne olimpiche o iridate.

## Palmarès

### Campionati svedesi
- 1 medaglia:
  - 1 argento (discesa libera nel 2020)